# Robert Diabeł (opera)
Robert Diabeł (fr. Robert le diable) – pięcioaktowa opera Giacomo Meyerbeera do libretta Eugène’a Scribe’a i Casimira Delavigne’a. Prapremiera odbyła się 21 listopada 1831 w Operze w Paryżu, zaś polska premiera w warszawskim Teatrze Wielkim 16 grudnia 1837.

## Recepcja
Robert Diabeł Giacomo Meyerbeera stał się kwintesencją opery romantycznej (niezwykłe wydarzenia z udziałem sił nadprzyrodzonych, którym towarzyszyły imponujące efekty maszynerii teatralnej, czym zachwycali się w Paryżu Fryderyk Chopin i Juliusz Słowacki, pisząc o nich w swoich listach), a także wzorem gatunkowym francuskiej opery historycznej – grand opéra.

## Osoby
- Robert, książę Normandii – tenor
- Bertram, przyjaciel, a faktycznie ojciec Roberta – bas-baryton
- Alicja, wieśniaczka, mleczna siostra Roberta – sopran
- Izabela, księżniczka Sycylii – sopran
- Rimbaud, wagant – tenor
- Alberti, rycerz – bas
- Herold – tenor
- Dama dworu Izabeli – sopran
- Ksiądz – bas
- Książę Grenady – rola niema
- Przeorysza Helena – rola dla tancerki

## Treść
Miejsce i czas akcji: Sycylia w czasach średniowiecza.

### Akt I
Robert i jego zły duch – Bertram – wiodą amoralny tryb życia, budzący powszechne zgorszenie. Wskutek tego zmuszeni byli uchodzić z Normandii i dotarli na Sycylię. Ich historię przywołuje w swojej balladzie Rimbaud, poddany z włości Roberta. W ślad za Robertem przybywa też z jego rodzinnych stron wieśniaczka Alicja, zaopatrzona w list, jaki przed śmiercią napisała matka Roberta – Berta. Robert postanawia zdobyć Izabelę, księżniczkę Mesyny.

### Akt II
Książę Grenady, przybywający, by starać się o rękę Izabeli, rzuca wyzwanie wszystkim innym pretendentom.

### Akt III
Na odludziu, z jaskini dobywa się głos Władcy piekieł, żądający od Bertrama duszy Roberta i daje mu dobę na jej dostarczenie. Gdy się ten pojawia, namawia go do dokonania świętokradczego czynu odłamania gałęzi, wyrastającej z grobu św. Rozalii, która dostarczy mu magicznej mocy, czyniąc między innymi niewidzialnym. O północy, na dziedzińcu zrujnowanego klasztoru, gdzie znajduje się mogiła świętej, ożywają dusze dawnych mniszek, naprzód pod postacią ogników, a następnie przybierających dawny wygląd i odgrywających upiorny balet.

### Akt IV
Za sprawą czarodziejskiej różdżki Robert dostaje się do komnaty Izabeli, przygotowującej się do ślubu z Księciem Grenady. Chce ją porwać, ale gdy ona wyznaje mu miłość, oddaje swój los w jej ręce, niszcząc magiczne narzędzie.

### Akt V
W kruchcie katedry palermitańskiej Bertram wyjawia Robertowi, że przed laty uwiódł jego matkę Bertę, a z ich związku zrodził się Robert. Zjawia się Alicja, która przekazuje Robertowi list od matki, w którym wyjawia mu całą prawdę i ostrzega przed Bertramem. Wraz z wybiciem północy czary tracą swą moc. Znika Książę Grenady, który okazuje się przywołanym przez siły piekielne fantomem, mającym wodzić na pokuszenie Izabelę, a Bertram, który nie wywiązał się ze swojego zobowiązania, zapada się pod ziemię. Nic zatem nie stoi już na przeszkodzie, by Robert oraz Izabela połączyli się małżeńskim węzłem.